# Barutin Cove
Die Barutin Cove (englisch; bulgarisch залив Барутин saliw Barutin) ist eine 2,05 km breite und 1,03 km lange Bucht an der Südwestküste von Snow Island im Archipel der Südlichen Shetlandinseln. Sie liegt zwischen dem Monroe Point im Süden und dem Vokil Point im Norden. Ihre Größe nahm infolge des Gletscherrückzugs zum Ende des 20. und zu Beginn des 21. Jahrhunderts zu.
Bulgarische Wissenschaftler kartierten sie 2009. Die bulgarische Kommission für Antarktische Geographische Namen benannte sie 2012 nach der Ortschaft Barutin im Süden Bulgariens.